# (351) Yrsa
(351) Yrsa ist ein Asteroid des mittleren Hauptgürtels, der am 16. Dezember 1892 vom deutschen Astronomen Max Wolf an seiner Privatsternwarte in Heidelberg entdeckt wurde.
Der Asteroid ist benannt nach Yrsa, einer tragischen Heldin früher nordischer Legenden. Sie gilt als Mutter des sagenhaften dänischen Königs Hrólfr Kraki aus dem 6. Jahrhundert.

## Wissenschaftliche Auswertung
Aus Ergebnissen der IRAS Minor Planet Survey (IMPS) wurden 1992 Angaben zu Durchmesser und Albedo für zahlreiche Asteroiden abgeleitet, darunter auch (351) Yrsa, für die damals Werte von 39,6 km bzw. 0,29 erhalten wurden. Eine Auswertung von Beobachtungen durch das Projekt NEOWISE im nahen Infrarot führte 2011 zu vorläufigen Werten für den Durchmesser und die Albedo im sichtbaren Bereich von 51,6 km bzw. 0,17. Nachdem die Werte nach neuen Messungen mit NEOWISE 2012 auf 41,2 km bzw. 0,27 geändert worden waren, wurden sie 2014 auf 39,7 km bzw. 0,29 korrigiert.
Photometrische Messungen des Asteroiden fanden erstmals statt am 19. und 20. Januar 1999 am Nationalen Astronomischen Observatorium Roschen in Bulgarien. Aus der aufgezeichneten Lichtkurve wurde eine Rotationsperiode von 13,29 h bestimmt.
Aus den archivierten photometrischen Daten des United States Naval Observatory (USNO) in Arizona und der Catalina Sky Survey wurde in einer Untersuchung von 2013 erstmals ein dreidimensionales Gestaltmodell des Asteroiden für zwei alternative Rotationsachsen mit retrograder Rotation und einer Periode von 13,3120 h berechnet.
Aus archivierten Daten des Asteroid Terrestrial-impact Last Alert System (ATLAS) aus dem Zeitraum 2015 bis 2018 konnte in einer Untersuchung von 2022 mit der Methode der konvexen Inversion eine Rotationsperiode von 13,31207 h bestimmt werden.